# Wynton Rufer
Wynton Rufer, novozelandski nogometaš in trener, * 29. december 1962.
Za novozelandsko reprezentanco je odigral 22 uradnih tekem in dosegel deset golov.